# Maria Eugènia Aubet i Semmler
Maria Eugènia Aubet i Semmler   (Barcelona, 30 d'abril de 1944 - Barcelona, 18 de febrer de 2024) fou una arqueòloga i historiadora catalana, catedràtica de Prehistòria de la Universitat Pompeu Fabra, directora del Laboratori d'Arqueologia. Especialitzada en l'Arqueologia fenici-púnica.

## Biografia
María Eugenia Aubet Semmler es va llicenciar en Filosofia i Lletres (Secció Historia Antiga: Prehistòria) per la Universitat de Barcelona, l'any 1969. Doctora en Història per la Universitat de Barcelona, l'any 1970. Les seves principals línies de recerca són l'Arqueologia fenici-púnica i la Protohistòria mediterrània. Ha realitzat estudis com a investigadora principal sobre la colonització fenícia en la badia de Màlaga i la seva hinterland finançada per la Direcció general de Béns Culturals de la Junta d'Andalusia, des de 1986 a 1992.
Des de 1999 a 2001, va dirigir el projecte: Anàlisi de dos moments històrics diferents i diversos espais geogràfics mediterranis que han experimentat l'impacte d'una dominació colonial. Tots dos fenòmens colonials corresponen als dos períodes de major desequilibri social i econòmic de la història del Mediterrani: d'una banda l'època prerromana (colonitzacions fenícia i grega), quan les enormes distàncies socials i econòmiques existents entre tots dos extrems del Mediterrani van afavorir fenòmens colonials (societats "civilitzades" versus pobles "bàrbars"), per un altre, les relacions entre Espanya i el nord d'Àfrica, que acaben amb el procés colonial del protectorat del Marroc durant els segles XIX i XX. Tenint com a col·laboradors a Lluís Riudor Gorgas, Ana Delgado Hervás, Víctor Farías Zurita, Antoni Luna Garcia, Núria Rovira Buendía i Francisco Jesús Núñez Calvo.
Després de tres anys d'absència, el Laboratori d'Arqueologia de la UPF, dirigit per María Eugenia Aubet, va reprendre des del mes de maig de 2014 les seves tasques d'excavació a la mítica ciutat de Tir, en el sud del Líban. Seran els primers que han obtingut el permís de les autoritats libaneses per excavar a la zona del que era el centre de Tir, l'antiga illa i la part noble en la qual estaven situats els temples, palaus i mercats.

## Obra
- Aubet Semmler, María Eugenia (1994). Tir i les colònies fenícies d'occident. Barcelona: Crítica, 1994. ISBN 84-7423-694-0.[6]
- Aubet Semmler, María Eugenia (1987). Tir i les colònies fenícies d'occident. Barcelona: Bellaterra, D.L. 1987. ISBN 84-7290-052-5.
- Aubet Semmler, María Eugenia (1978). La necròpolis de Setefilla en Lora del Riu, Sevilla: (túmulo B). Barcelona: Departament de Prehistòria i Arqueologia, 1978. ISBN 84-600-1325-1.
- Aubet Semmler, María Eugenia (1976). La ceràmica púnica de Setefilla. Valladolid: Universitat, Departament de Prehistòria i Arqueologia, 1976. ISBN 84-600-0679-4.